# Chilomycterus geometricus
Chilomycterus geometricus (também referenciado como Diodon geometricus, Bloch & Schneider, 1801) é um peixe da família dos diodontídeos (peixes-balão-espinhosos ou baiacu-de-espinhos), nativo do sudoeste do Atlântico, estando, por isso, presente na costa brasileira.